# Benito Martinez
Benito Martinez (Albuquerque, 28 giugno 1971) è un attore statunitense.

## Biografia
Nasce nel 1971 ad Albuquerque nel Nuovo Messico, da madre di origine guatemalteca.
Frequenta la London Academy of Music and Dramatic Art. È famoso per la sua interpretazione del capitano David Aceveda nella serie televisiva The Shield, di Ronnie Rodriguez in Saving Grace e del Leviatano Edgar in Supernatural, settima stagione. Al cinema ha recitato anche in  Star Trek: The Next Generation e nel film di Clint Eastwood, Million Dollar Baby.
Come nomi alternativi ha usato Benito James Martinez e James Martinez.

## Vita privata
Ha due sorelle, entrambe attrici: Patrice (l'interprete femminile della serie televisiva Zorro degli anni novanta) e Benita.

## Filmografia parziale

### Cinema
- Mi familia (My Family), regia di Gregory Nava (1995)
- Virus letale (Outbreak), regia di Wolfgang Petersen (1995)
- Saw - L'enigmista (Saw), regia di James Wan (2004)
- Million Dollar Baby, regia di Clint Eastwood (2004)
- End Game, regia di Andy Cheng (2006)
- Beyond the Lights - Trova la tua voce (Beyond the Lights), regia di Gina Prince-Bythewood (2014)
- Barry Seal - Una storia americana (American Made), regia di Doug Liman (2017)
- Queen & Slim, regia di Melina Matsoukas (2019)
- Carry-On, regia di Jaume Collet-Serra (2024)

### Televisione
- Star Trek: The Next Generation – serie TV, episodio 7x01 (1993)
- X-Files (The X-Files) – serie TV, episodio 6x01 (1998)
- NYPD - New York Police Department (NYPD Blue) – serie TV, episodio 8x08 (2001)
- The Shield – serie TV, 89 episodi (2002-2008)
- Saving Grace – serie TV, 8 episodi (2009-2010)
- 24 – serie TV, episodi 8x01-8x02 (2010)
- Lie to Me – serie TV, episodio 2x19 (2010)
- Sons of Anarchy – serie TV, 16 episodi (2011-2012)
- Supernatural – serie TV, 5 episodi (2011-2012)
- Castle - serie TV, episodio 5x18 (2013)
- CSI - Scena del crimine (CSI: Crime Scene Investigation) – serie TV, episodio 14x14 (2014)
- The Mentalist – serie TV, episodio 6x13 (2014)
- Graceland – serie TV, episodio 2x02 (2014)
- House of Cards - Gli intrighi del potere (House of Cards) – serie TV, 7 episodi (2014-2015)
- Criminal Minds – serie TV, episodio 11x04 (2015)
- American Crime – serie TV, 16 episodi (2015-2017)
- The Blacklist – serie TV, 8 episodi (2016-2017, 2019)
- Le regole del delitto perfetto (How to Get Away with Murder) – serie TV, 18 episodi (2016-2018)
- The Leftovers - Svaniti nel nulla (The Leftovers) – serie TV, episodio 3x05 (2017)
- Menendez - Una strage di famiglia (Menendez: Blood Brothers), regia di Fenton Bailey e Randy Barbato – film TV (2017)
- Jack Ryan – serie TV, episodio 2x01 (2017)
- Tredici (13 Reasons Why) – serie TV, 17 episodi (2019-2020)
- 9-1-1: Lone Star – serie TV, 5 episodi (2021-2022)
- Mr. Mayor – serie TV, episodi 1x01-1x09-2x10 (2021-2022)
- S.W.A.T. – serie TV, episodio 5x09 (2022)
- Big Sky - serie TV, 2 episodi (2022)
- FBI - serie TV, episodio 6x12 (2024)

### Doppiaggio
- Killer7
- Vanquish
- Age of Empires III
- Call of Duty: Black Ops II
- Battlefield Hardline
- Battlefield 6

## Doppiatori italiani
Nelle versioni in italiano delle opere in cui ha recitato, Benito Martinez è stato doppiato da:
- Alberto Angrisano in Criminal Minds, Code Black, American Crime, Le regole del delitto perfetto
- Antonio Angrisano in The Mentalist, House of Cards - Gli intrighi del potere, The Blacklist
- Massimo Rossi in The Shield, Castle, With Love
- Stefano Mondini in X-Files, Major Crimes
- Maurizio Reti in Detective Monk, Lie To Me
- Enrico Di Troia in The Unit, Burn Notice - Duro a morire
- Stefano Valli in Saving Grace, Supernatural
- Massimo Pizzirani in Star Trek - The Next Generation
- Francesco Prando in Bones
- Carlo Scipioni in Sons of Anarchy
- Eugenio Marinelli in CSI - Scena del crimine
- Antonio Palumbo in NCIS: Los Angeles
- Domenico Strati in Barry Seal - Una storia americana
- Pierluigi Astore in Jack Ryan
- Pasquale Anselmo in Shooter
- Loris Loddi in Queen & Slim
- Francesco Rizzi in Tredici
- Fabrizio Dolce in Hawaii Five-0
- Achille D'Aniello in 9-1-1: Lone Star
- Alessandro Budroni in S.W.A.T.
- Walter Rivetti in The Rookie
- Massimo De Ambrosis in Station 19
- Davide Marzi in FBI
- Roberto Stocchi in Carry-On

Da doppiatore è sostituito da:
- Luigi Rosa in Age Of Empires III (Delgado)
- Giovanni Battezzato in Age Of Empires III (generale Bolivar)
- Marco Balzarotti in Vanquish
- Diego Sabre in Call of Duty: Black Ops II